# Гредіштя (комуна, Ілфов)
Гредіштя (рум. Grădiștea) — комуна у повіті Ілфов в Румунії. До складу комуни входять такі села (дані про населення за 2002 рік):
- Гредіштя (1894 особи) — адміністративний центр комуни
- Сітару (1036 осіб)

Комуна розташована на відстані 29 км на північний схід від Бухареста, 123 км на південний схід від Брашова.

## Населення
За даними перепису населення 2002 року у комуні проживали 2930 осіб. Усі жителі комуни рідною мовою назвали румунську.
Національний склад населення комуни:
| Національність | Кількість осіб | Відсоток |
| -------------- | -------------- | -------- |
| румуни         | 2798           | 95,5%    |
| цигани         | 130            | 4,4%     |
| угорці         | 2              | 0,1%     |

Склад населення комуни за віросповіданням:
| Релігія       | Кількість осіб | Відсоток |
| ------------- | -------------- | -------- |
| православні   | 2907           | 99,2%    |
| адвентисти    | 20             | 0,7%     |
| римо-католики | 1              | < 0,1%   |
| мусульмани    | 1              | < 0,1%   |

## Зовнішні посилання
- Дані про комуну Гредіштя на сайті Ghidul Primăriilor [Архівовано 15 листопада 2012 у Wayback Machine.]